# Championnats du monde d'escrime 1970
Navigation
Édition précédente Édition suivante
Les championnats du monde 1970 se sont déroulés à Ankara en Turquie. Ils sont organisés par la Fédération turque d'escrime sous l’égide de la Fédération internationale d'escrime.
La compétition comprend cette année-là 8 épreuves (deux féminines et 6 masculines) :
- Féminines
  - Fleuret individuel
  - Fleuret par équipe
- Masculines
  - Fleuret individuel
  - Fleuret par équipe
  - Epée individuelle
  - Epée par équipe
  - Sabre individuel
  - Sabre par équipe

## Médaillés
| Épreuves           | Or | Argent                                                                                                  | Bronze |
| ------------------ | --- | --- | --- |
| Épée               | | | |
| Hommes individuel  | Aleksey Nikanchikov | Sergey Paramonov                                                                                        | Csaba Fenyvesi                                                                                                  |
| Hommes par équipes | Hongrie- Csaba Fenyvesi - Gyözö Kulcsár - Zoltán Nemere - Pál Schmitt - Sándor Erdős                                              | Pologne- Bogdan Gonsior - Henryk Nielaba - Michał Butkiewicz - Kazimierz Barburski - Zbigniew Matwiejew | Suisse- Daniel Giger - Christian Kauter - Peter Loetscher - Alexandre Bretholz - Christian Stricker             |
| Fleuret            | | | |
| Hommes individuel  | Friedrich Wessel | Leonid Romanov                                                                                          | Marek Dąbrowski                                                                                                 |
| Hommes par équipes | Union soviétique- Vasyl Stankovych - Leonid Romanov - Anatoli Kotechev - Viktor Putyatin - Valeriy Lukyachenko                    | Hongrie- Sandor Szabo - Jenő Kamuti - Laszlo Kamuti - Istvan Czakkel - Béla Gyarmati                    | Roumanie- Mihai Țiu - Tănase Mureșanu - Iuliu Falb - Ștefan Ardeleanu - Ștefan Haukler                          |
| Femmes individuel  | Galina Gorokhova | Elena Novikova-Belova                                                                                   | Olga Orbán |
| Femmes par équipes | Union soviétique- Galina Gorokhova - Elena Novikova-Belova - Aleksandra Zabelina - Svetlana Chirkova - Tatyana Petrenko-Samusenko | Roumanie- Olga Orbán - Ecaterina Stahl-Iencic - Ileana Gyulai-Drîmbă - Ana Pascu - Maria Vicol          | France- Catherine Ceretti-Rousselet - Brigitte Gapais - Annick Level - Claudie Josland - Marie-Chantal Demaille |
| Sabre              | | | |
| Hommes individuel  | Tibor Pézsa | Mark Rakita                                                                                             | Vladimir Nazlymov                                                                                               |
| Hommes par équipes | Union soviétique- Mark Rakita - Viktor Sidyak - Edouard Vinokurov - Vladimir Nazlymov - Sergueï Prihogyko                         | Hongrie- János Kalmár - Tibor Pézsa - Péter Marót - Miklos Meszena - Tamás Kovács                       | Pologne- Jerzy Pawłowski - Józef Nowara - Zygmunt Kawecki - Krzysztof Grzegorek - Janusz Majewski               |

## Tableau des médailles
| Rang | Nation               | Or | Argent | Bronze | Total |
| ---- | -------------------- | -- | ------ | ------ | ----- |
| 1    | Union soviétique     | 5  | 4      | 1      | 10    |
| 2    | Hongrie              | 2  | 2      | 1      | 5     |
| 3    | Allemagne de l'Ouest | 1  | 0      | 0      | 1     |
| 4    | Pologne              | 0  | 1      | 2      | 3     |
| 4    | Roumanie             | 0  | 1      | 2      | 3     |
| 6    | France               | 0  | 0      | 1      | 1     |
| 6    | Suisse               | 0  | 0      | 1      | 1     |